# Affie Ellis

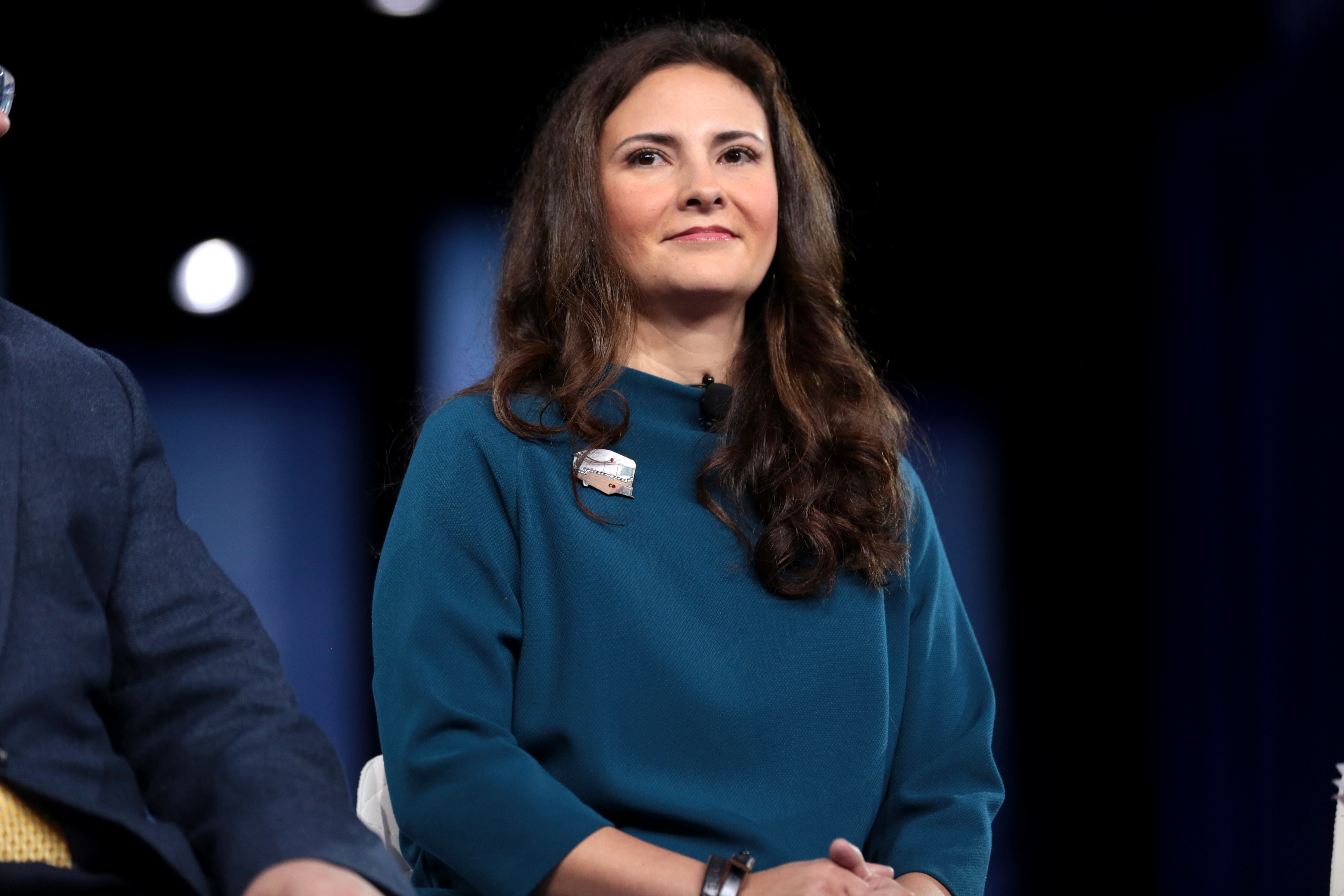
Affie Ellis

Affie Ellis (geb. Burnside; geb. ca. 1979/1980) ist eine US-amerikanische Politikerin, die als Mitglied der Republikanischen Partei im Senat von Wyoming. Sie ist Mitglied der Navajo Nation und ist die erste amerikanische Ureinwohnerin, die im Senat von Wyoming sitzt.

## Leben
Affie Burnside wurde als Tochter von Jim und Lenoa Burnside geboren, die beide aus dem Navajo-Reservat stammten. Sie heiratete Dennis Ellis, mit dem sie drei Kinder hat.
Sie machte ihren Abschluss an der Jackson Hole High School. Von 1996 bis 2000 besuchte Ellis die University of Wyoming und schloss mit einem Bachelor of Science in Politikwissenschaften und American Indian Studies ab. Von 2004 bis 2007 besuchte sie die University of Colorado Law School und schloss mit einem Juris Doctor ab.